# 显圣
显圣（761年三月－763年正月）是唐朝安史之亂时史朝义的年号，共计3年。

## 纪年
| 显圣 | 元年  | 二年  | 三年  |
| 公元 | 761年 | 762年 | 763年 |
| 干支 | 辛丑  | 壬寅  | 癸卯  |

## 參看
- 中国年号列表
- 同期存在的其他政权年号
  - 上元（760年閏四月－761年九月）：唐肅宗的年号
  - 宝应（762年四月－763年六月）：唐肅宗的年号
  - 宝胜（762年八月－763年四月）：唐朝時期領袖袁晁之年號
  - 黃龍（761年三月—五月）：唐朝時期領袖段子璋之年號
  - 正德（761年）：唐朝時期領袖李珍之年號
  - 天平宝字（757年八月十八日－765年一月七日）：奈良時代孝謙天皇、淳仁天皇、稱德天皇之年號
  - 大興（738年－794年）：渤海文王大欽茂之年號
  - 赞普钟（752年－768年）：南詔領袖閣羅鳳之年號